# Entyloma achilleae
Entyloma achilleae är en svampart som beskrevs av Magnus 1900. Entyloma achilleae ingår i släktet Entyloma och familjen Entylomataceae.   Inga underarter finns listade i Catalogue of Life.

## Källor

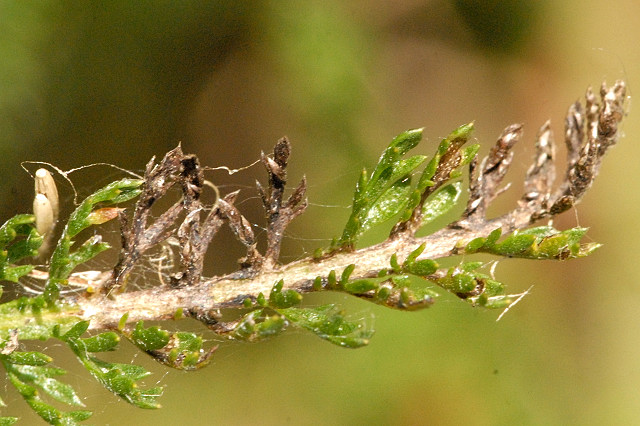